# Magion–2

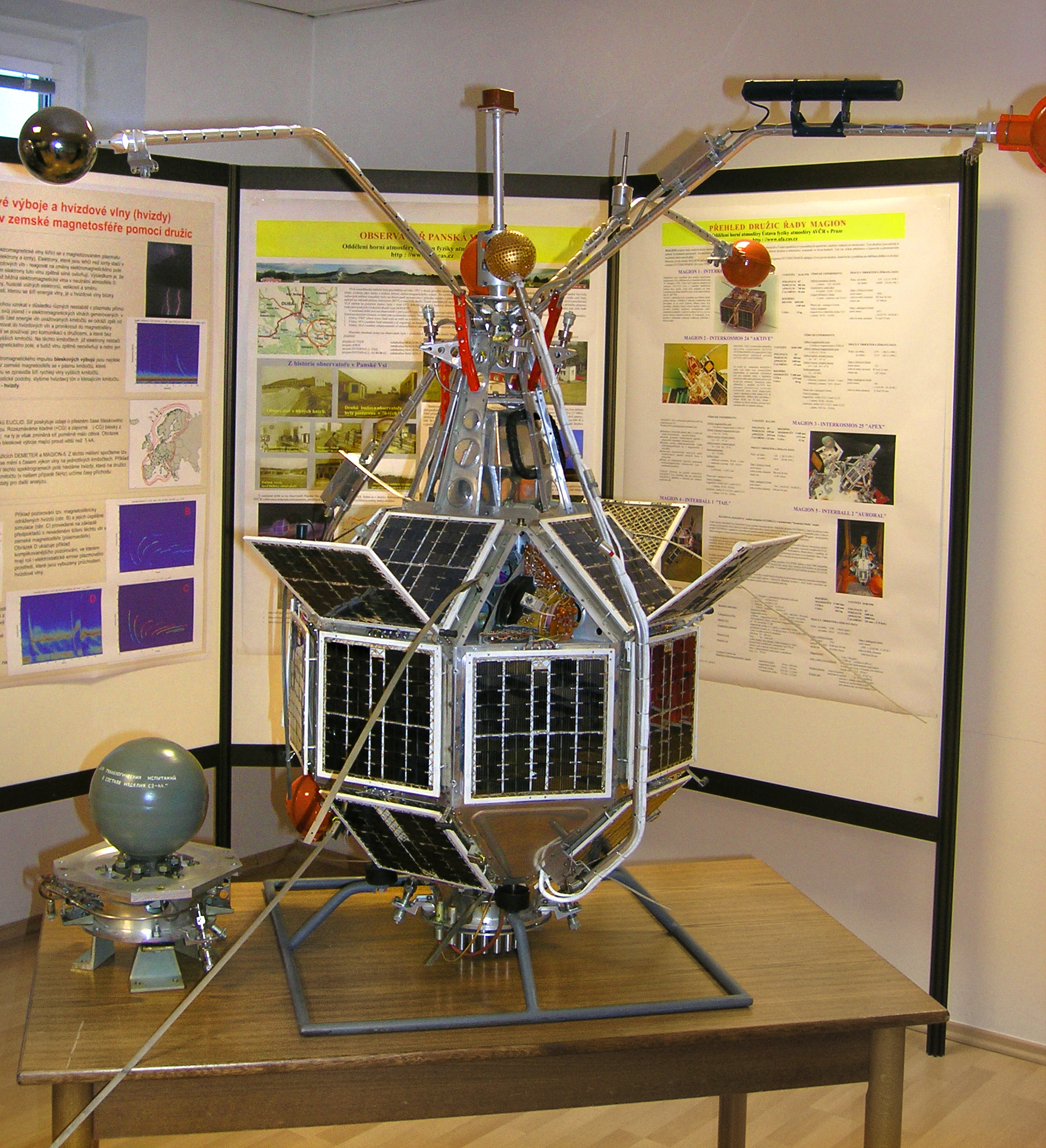
A sorozatban a Magion–2-től használt műholdtípus

A Magion–2 csehszlovák technológiai, ionoszféra-kutató műhold.

## Küldetés
A program keretében a Szovjetunió térítésmentesen rendelkezésére bocsátotta mesterséges holdjait, rakétáit, távközlési és egyéb földi berendezéseit. Feladata a földi követő egységek optikai és elektronikai – antennatesztek végzése – ellenőrzésének elősegítése, illetve műszereinek mért adatait digitális úton átjátszani a vevő egységbe. Programja megegyezett a Magion–1 műhold szolgálatával.

## Jellemzői
1989. szeptember 28-án a Pleszeck űrrepülőtérről egy Ciklon–3 (11K68) hordozórakétával indították alacsony Föld körüli pályára. Az Interkozmosz–24 műholdhoz kapcsolódva indították. Parkolópályájának adatai: pályája 82.2 fokos hajlásszögű (majdnem sarki pálya), elliptikus pálya perigeuma 500 kilométer, apogeuma 2500 kilométer volt. Energiaellátását akkumulátorok és napelemek összehangolt egysége biztosította.
Levált az Interkozmosz–24-ről, önálló feladatokat hajtott végre. Gázsugár-fúvókák tették lehetővé a műhold pályaelemeinek változtatását. Gázfúvókái segítségével több alkalommal kisebb pályakorrekciót végzett – egyszerű manőverezésre alkalmas egység volt. Pályáját egy prizma (0,3×0,3×0,15 centiméter) kapcsolaton keresztül 100 méteres pontossággal igazította az anyaműholdhoz. Az orbitális egység pályája 114,85 perces, 82,59 fokos hajlásszögű, elliptikus pálya perigeuma 498 kilométer, apogeuma 2400 kilométer volt.
Kísérleti programja volt a napelemek és a VLF akkumulátorok hasznos működésének ellenőrzéseűrkörülmények között. A Critical Velocity Ionization működését xenon gáz segítségével vizsgálták.
Kutatási területei a napszélenergia mérése a magnetoszférában, a magnetoszféra hatása az ionoszférára és a földi légkörre. A sarki fény hatásmechanizmusának feltérképezése. A tudományos egység 8-10 különböző – vizsgálati  területekre jellemző – műszerrel rendelkezett. Háromtengelyes helyzetstabilizációt alkalmaztak. Hasznos tömege 65 kilogramm.